# Anopheles rodhaini
Anopheles rodhaini este o specie de țânțari din genul Anopheles, descrisă de Herbert Sefton Leeson în anul 1950. Conform Catalogue of Life specia Anopheles rodhaini nu are subspecii cunoscute.